# VAL

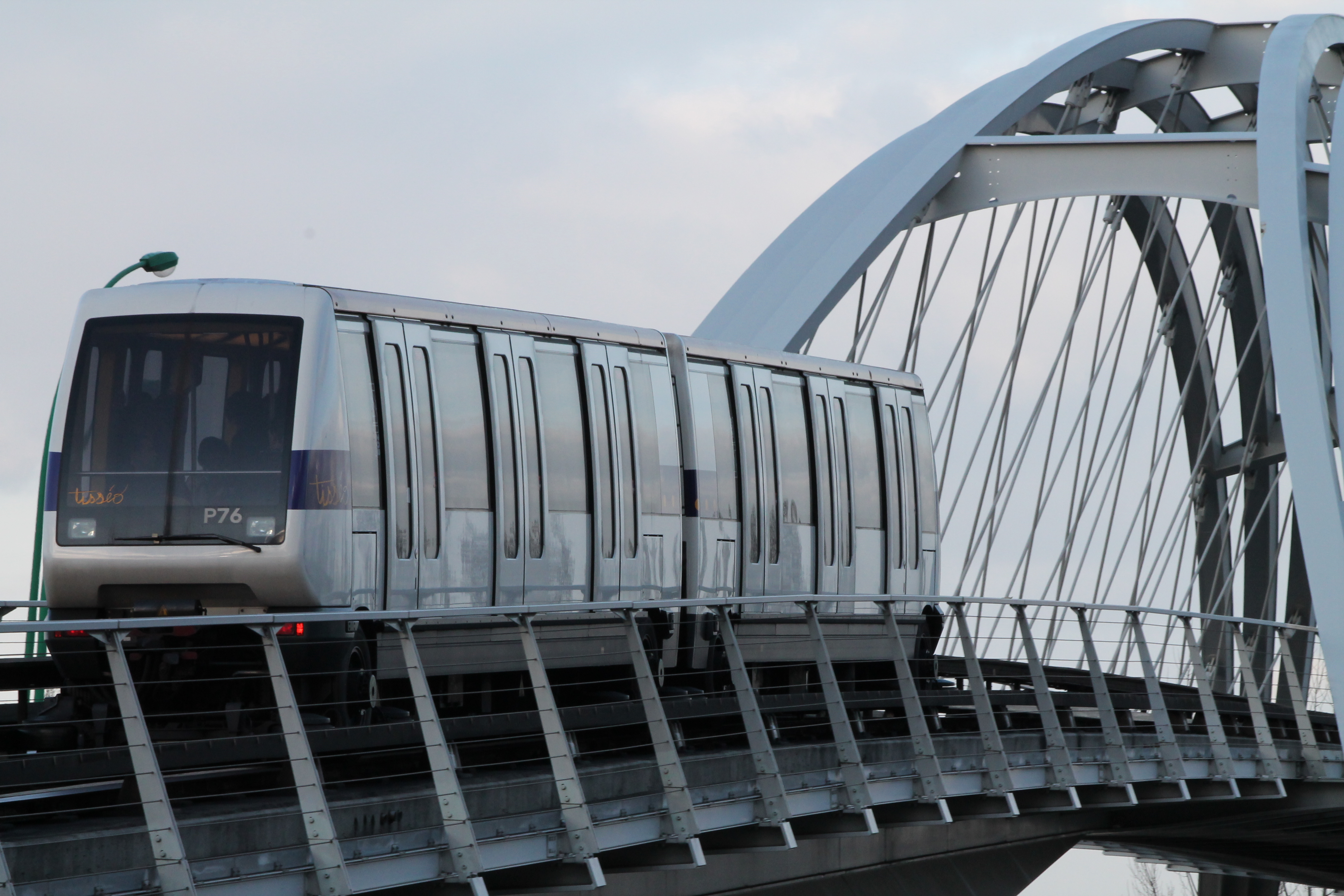
프랑스 릴의 VAL208 Toulouse

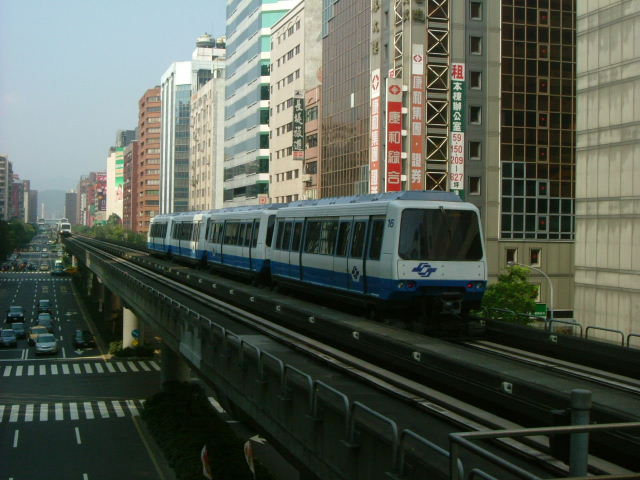
타이베이의 VAL

VAL(Véhicule Automatique Léger, 경량 자동 차량)는 고무차륜 경전철의 하나이다. 1980년대 프랑스 릴의 도시철도를 위해 고안되었다. 대한민국에서는 의정부 경전철이 VAL 시스템을 채용하여 운행 중이다.

## VAL 시스템을 사용하는 도시들
- 프랑스 릴, 1983년
- 프랑스 파리, 1991년
- 프랑스 툴루즈, 1993년
- 타이베이, 1996년
- 프랑스 렌, 2002년
- 이탈리아 토리노, 2006년
- 대한민국 의정부, 2012년

## 같이 보기
- 무인궤도교통